# Polyscias elliptica
Polyscias elliptica är en araliaväxtart som först beskrevs av Carl Ludwig Blume, och fick sitt nu gällande namn av Lowry och G.M.Plunkett. Polyscias elliptica ingår i släktet Polyscias och familjen Araliaceae. Inga underarter finns listade.